# Abrama
Abrama (en guyaratí: અબ્રામા ) es una ciudad de la India en el distrito de Valsad, estado de Guyarat.

## Geografía
Se encuentra a una altitud de 14 m s. n. m. a 329 km de la capital estatal, Gandhinagar, en la zona horaria UTC +5:30.

## Demografía
Según estimación 2011 contaba con una población de 30 895 habitantes.